# Mahmud Dramalı Pascha
Mahmud Dramalı Pascha (osmanisch محمود درامالى پاشا, türkisch Dramalı Mahmut Paşa; * ca. 1770 in Drama (heute Griechenland); † 26. Oktober 1822 in Korinth) war ein osmanisch–albanischer Staatsmann, Feldherr und Serasker. Er diente als Pascha und bekleidete die Position des Gouverneurs (Wālī) von Larisa, Drama und der Morea. Im Jahr 1822 wurde er beauftragt, den Griechischen Unabhängigkeitskrieg niederzuschlagen, wurde jedoch in der Schlacht von Dervenakia besiegt und verstarb kurz darauf.

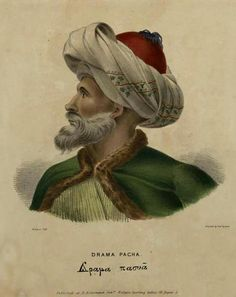
Porträt von Mahmud Dramalı mit der Aufschrift „Drama Pacha“

## Frühes Leben und Karriere
Er stammte aus einer angesehenen Familie albanischer Herkunft: Sein Großvater mütterlicherseits war Sultan Ahmed III. Sein Großvater väterlicherseits, Husain Agha, war ein Çorbacı der Janitscharen und Gouverneur von Kavala. Sein Vater Melek Mehmed Pascha kommandierte ein albanisches Regiment in Ägypten gegen Napoleon. Mahmud wurde im Topkapi-Palast in Istanbul aufgezogen und ausgebildet. Er nahm an verschiedenen Feldzügen im gesamten Reich teil, stieg zum Rang eines Wesirs auf und erwarb bedeutende militärische Fähigkeiten. Mit der Unterstützung der Valide Sultan wurde er schließlich in seiner Heimatprovinz Drama eingesetzt und folgte seinem Vater als Gouverneur. Dadurch erhielt er den Beinamen Dramalı.
Im Jahr 1820 war er Pascha von Thessalien in Larissa und gehörte zur Armee von Hurschid Pascha, die gegen den Rebellen Ali Pascha von Yannina kämpfte.
Im Sommer 1821, als der Griechische Unabhängigkeitskrieg begann, zerschlug er die ersten Rebellionen der Griechen in den Regionen Agrafa und am Berg Pelion. Im Juni 1822 wurde er zum Mora Valesi ernannt, mit der Aufgabe, den griechischen Aufstand in seinem Kern, der Morea, zu zerstören. Er versammelte eine gut ausgerüstete Armee von weit über 20.000 Mann, eine riesige Streitmacht nach Maßstäben im Balkan und die größte osmanische Armee, die seit der osmanischen Invasion der Morea im Jahr 1715 in Griechenland eingedrungen war. Diese umfasste unter anderem etwa 8.000 Kavalleristen, hauptsächlich aus Makedonien und Thrakien, sowie mehrere tausend Veterane aus der Kampagne gegen Ali Pascha.

## Die Expedition nach Morea
An der Spitze seiner Armee machte sich Mahmud Dramalı Ende Juni 1822 von Larissa aus auf den Weg und zog praktisch unbehelligt durch den Osten Griechenlands: Seine Truppen marschierten unangefochten durch Böotien, wo sie Theben niederbrannten, und Attika, wo er sich jedoch dazu entschloss, die Akropolis nicht zurückzuerobern, die erst kurz zuvor von den Griechen übernommen worden war.
Er passierte unbehelligt die Engpässe von Megaris und betrat die Peloponnes. Mitte Juli kam er in Korinth an und fand die starke Festung von Akrokorinth von ihrer griechischen Garnison verlassen vor, mithin eroberte er Korinth. Er heiratete die Witwe des ermordeten früheren Kommandanten der Festung, Kâmil Bey. Er wurde von Yusuf Pascha von Patras unterstützt, der ihm riet, in Korinth zu bleiben, es als Basis zu nutzen und starke Seestreitkräfte im Golf von Korinth aufzubauen und die Morea zu isolieren, bevor er auf Tripoli vorrückte. Mahmud Dramalı, der nun durch die vermeintliche Zögerlichkeit der Griechen, ihn anzugreifen, selbstsicher geworden war, beschloss jedoch, sofort nach Süden in Richtung Argolis zu marschieren.
Sein Vormarsch löste Panik unter den Griechen aus: Die Belagerung von Nafplio wurde aufgegeben, als sich die Garnison gerade darauf vorbereitete, sich zu ergeben, und die provisorische Regierung floh aus Argos und begab sich aus Sicherheitsgründen auf Schiffe. Bei seiner Ankunft in Argos am 11. Juli beging Mahmud Dramalı jedoch zwei entscheidende Fehler: Er sicherte nicht seine Hauptversorgungs- und Rückzugsroute durch den Pass bei Dervenakia und ignorierte die Tatsache, dass die Abwesenheit der osmanischen Marine bedeutete, dass er nicht auf dem Seeweg versorgt werden konnte. Stattdessen konzentrierte er sich darauf, die Festung der Stadt einzunehmen, die hartnäckig von einer 700 Mann starken griechischen Garnison unter Dimitrios Ypsilantis verteidigt wurde, die zwölf Tage durchhielt, bevor sie sich wegen Wasser- und Nahrungsknappheit davonschleichen musste. In der Zwischenzeit rekrutierte General Theodoros Kolokotronis – oft unter Androhung von Gewalt – eine große griechische Armee und beschoss Mahmud Dramalıs Nachschublinien, während er die Taktik der verbrannten Erde durchsetzte. Außerdem platzierte er seine Truppen taktisch klug und schnitt damit die Versorgungswege der Türken ab, die somit zum Rückzug gezwungen waren. Sie besetzten die umliegenden Hügel und Engpässe, einschließlich des Dervenakia. Die Armee plünderte systematisch die Dörfer der Argolischen Ebene, setzte die Ernten in Brand und vergiftete die Quellen, um die türkische Armee aushungern und verdursten zu lassen. Der türkische Söldner Deli Mustafa, der seit Anatolien und Yanena zu Pferd unterwegs war, schrieb in seinen Memoiren, dass er vor Kolokotronis Angst hatte, von dem er lange bevor er den Isthmus überquerte, grausame Geschichten gehört hatte. Doch noch mehr fürchtete er sich vor dem Verdursten. Er und seine Mitkämpfer konnten kein Wasser finden, weshalb seine Armee in die falsche Richtung marschierte. Da sie zu dehydrieren begannen, zogen sie sich durch hohe Berge und enge Pässe zurück zu den reichlich vorhandenen Brunnen und Vorräten von Korinth.

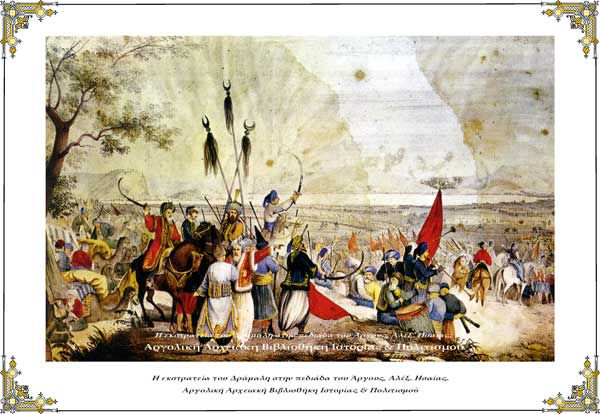
Mahmud Dramalıs Expedition bei Argos -Alexandros Isaias

In der brütenden Sommerhitze der Argolischen Ebene, ohne Wasser und Nahrung, war Mahmud Dramalı gezwungen, einen Rückzug nach Korinth zu planen. Am 26. Juli schickte er seine Kavallerie als Vorhut zum Dervenakia-Pass. Die Griechen erwarteten diesen Schritt und hatten dort Stellungen bezogen. Die resultierende Schlacht von Dervenakia war ein vollständiger Sieg der Griechen, und nur wenigen Osmanen gelang die Flucht. Zwei Tage später brach Mahmud Dramalı schließlich mit seiner übrigen Hauptarmee auf. Obwohl er und seine Leibgarde es schafften, durchzukommen, wurden die meisten Soldaten seiner Armee sowie die Schatzkammer und die meisten Gepäckstücke und Ausrüstungsgegenstände im Pass eingeschlossen, massakriert und geplündert. Zwei Tage später versuchte Mahmud Dramalı, mit dem Rest seiner Armee durch einen anderen Pass (Agionori) zu fliehen. Doch eine weitere griechische Streitmacht unter Nikitaras wartete auf ihn und besiegte ihn erneut. Das Ergebnis von Mahmud Dramalıs Feldzug, der recht erfolgreich begann, war eine vollständige Niederlage: Von mehr als 30.000 Soldaten kehrten nur 6.000 nach Korinth zurück, wo Mahmud Dramalı an hohem Fieber starb.

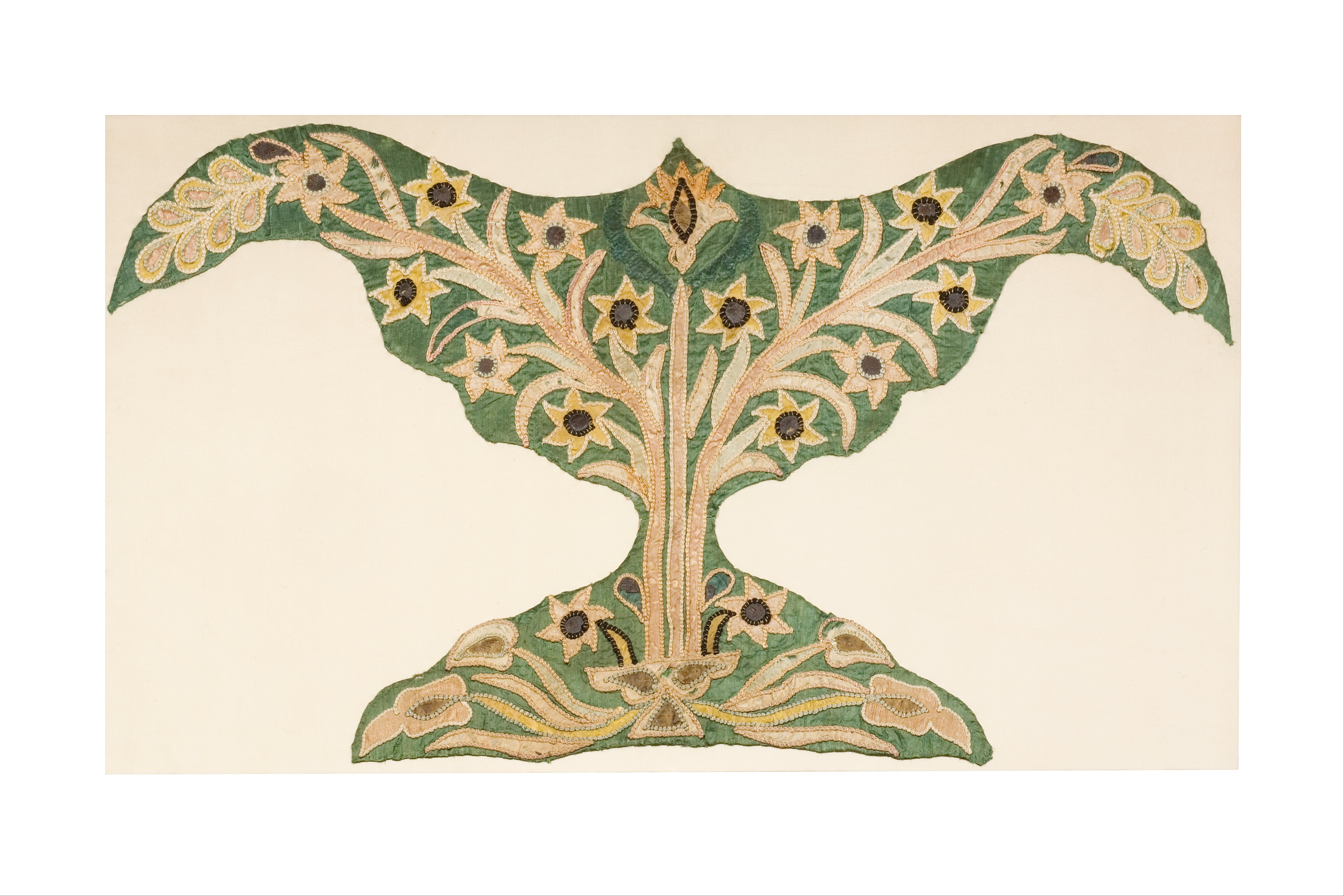
Fragment vom Seidenzelt Mahmud Dramalıs – Beute aus der Schlacht von Dervenakia

Mahmud Dramalıs Niederlage bewahrte den griechischen Aufstand vor einem frühen Scheitern. Das Ausmaß der Niederlage war so groß, dass es in die moderne griechische Sprache als Sprichwort einging: „η καταστροφή του Δράμαλη“ (Dramalıs Katastrophe), das verwendet wird, um eine vollständige Katastrophe zu bezeichnen. Seine Nachkommen leben heute in Ägypten und der Türkei.